# Meneng
Meneng (auch Meneñ/Menen) ist ein Distrikt des Inselstaates Nauru. Er befindet sich im Süden der Insel. Meneng ist 3,1 km² groß und hat 1797 Einwohner. Der Distrikt grenzt an Yaren im Westen, an Buada im Nordwesten und an Anibare im Nordosten. Meneng gehört zum gleichnamigen Wahlkreis Meneng.
Im Osten dieses Distrikts befindet sich das Menen Hotel, die teurere der zwei Touristen-Unterkünfte der Insel (eine Jugendherberge gibt es in Aiwo). Gleich unmittelbar nördlich des Hotels beginnt die Anibare Bay. Auf dem Gebiet Menengs liegt Ibwenape, benannt nach dem früheren Namen eines dortigen Landstückes. Der elsässische Priester Alois Kayser ließ auf Ibwenape eine katholische Kirche bauen. Sie ist heute jedoch als Meneng Congregational Church protestantisch und gehört der Nauru Congregational Church, der größten Kirche in Nauru, an.
Auf dem Gelände des ehemaligen State House, der inzwischen abgerissenen Residenz des Staatspräsidenten, befindet sich heute das Nauru Detention Centre.
Weitere Institutionen in Meneng sind:
- die Telegrammstation
- das Druckbüro der Regierung
- die Menen Infant (Meneng-Vorschule)
- das Flüchtlingslager (Nauru Detention Centre)
- das Dorf Ibwenape
- das Kap Menen

## Persönlichkeiten
- Paner Baguga (* 1980), Australian-Football-Spieler und Tennisspieler
- Reanna Solomon (1981–2022), Gewichtheberin